# Naszály (bergstopp)
Naszály är en bergstopp i Ungern.   Den ligger i provinsen Pest, i den nordvästra delen av landet, 40 km norr om huvudstaden Budapest. Toppen på Naszály är 652 meter över havet.
Terrängen runt Naszály är platt åt sydväst, men åt nordost är den kuperad. Runt Naszály är det ganska tätbefolkat, med 96 invånare per kvadratkilometer. Närmaste större samhälle är Vác, 6,5 km söder om Naszály. Trakten runt Naszály består till största delen av jordbruksmark.